# Чили (ветар)
Чили је врста ветра који дува у северној Африци. Ово је веома сув и врео ветар који долази из правца југа. Дува у Тунису из Сахаре.